# Batalha de Tessalônica (995)

Grécia bizantino no século X

A batalha de Tessalônica (português brasileiro) ou batalha de Salonica (português europeu) (em búlgaro: Битката при Солун) ocorreu provavelmente em 995 ou antes, próximo da cidade de Tessalônica, Grécia. A batalha foi parte de um longo conflito bizantino-búlgaro do final do século X e começo do XI. Os búlgaros sob seu líder, o imperador Samuel (r. 997–1014), conseguiram emboscar e destruir a guarnição bizantina de Tessalônica, matando seu comandante, Gregório Taronita, e capturando seu filho Asócio Taronita.

## Origens do conflito
Após uma grande vitória na batalha da Porta de Trajano, e a subsequente guerra civil no Império Bizantino, Samuel da Bulgária (r. 997–1014) estava livre para atacar as fortalezas bizantinas dos Bálcãs. Depois de garantir seu domínio sob a maior parte do norte dos Bálcãs, ele liderou uma campanha contra Tessalônica, a segunda maior cidade bizantina, mantida pelo duque Gregório Taronita.
A data exata desta campanha, e a batalha subsequente, é incerta. Uma fonte armênia coloca-a tão cedo quanto 991, enquanto o relato de João Escilitzes, sobre a qual a datação dos relatos tradicionais confia, implica que aconteceu em 996. Contudo, como João Caldo é atestado como duque de Tessalônica em 995/996 em sucessão a Taronita, a campanha deve ter ocorrido no máximo em 995, se não algum momento antes.

## Batalha
Samuel enviou um pequeno destacamento em direção à cidade, enquanto o principal corpo de seu exército permaneceu atrás cuidadosamente preparado para emboscar o exército bizantino. Com a aproximação do grupo invasor, Gregório Taronita enviou seu filho Asócio com a vanguarda para fazer contato com eles e reconhecer as disposições búlgaras. Asócio confrontou o bando invasor e repeliu-os, mas foi levado a uma emboscada e cercado com seus homens. Seu pai, seguido pela principal força bizantina, apressou-se para resgatá-lo, mas foi morto tentando alcançá-lo.

## Rescaldo
Asócio Taronita foi preso e levado cativo à Bulgária, onde logo depois foi casado com a filha de Samuel, Miroslava. Ele foi nomeado governador de Dirráquio, de onde logo escapou a bordo de um navio bizantino para Constantinopla, onde organizou a rendição da cidade ao imperador Basílio II Bulgaróctono (r. 976–1025). Em Tessalônica, Taronita foi sucedido por João Caldos, que provavelmente caiu vítima de uma emboscada búlgara e foi capturado em 996.
Apesar da vitória, Samuel não tentou sitiar Tessalônica, e ao invés disso se aventurou ao sul, para o tema da Hélade para uma expedição de pilhagem. Ele capturou Lárissa e chegou a Corinto, porém voltou para norte quando soube da aproximação de um exército bizantino sob Nicéforo Urano. Os dois exércitos se encontraram no Esperqueu, onde Samuel foi derrotado. O longo conflito bizantino-búlgaro, contudo, iria até a derrota final da Bulgária em 1018.